# Атанас Чипилов
Атанас Василев Чипилов е български футболист, който се състезава за отбора на Нефтохимик (Бургас). Той играе като крило. Висок е 175 см. и тежи 74 кг. По-силният му крак е десният.

## Кариера
Продукт на детско-юношеската школа на Левски (София) (така и не записва мач за първия отбор), от където преминава в отбора на Динамо (Киев) през лятото на 2003 г. Там Чипилов играе за дублиращия отбор на киевчани, като до януари 2008 г. все оше не е записал мач за първия състав на украинския колос. Изкара пролетния полусезон от сезон 2006/2007 под наем в Ботев. Срокът му на предостъпването е продължен и за есения дял от шампионата 2007/2008. Една от най-големите надежди в школата н Левски (София) и на българския футбол като цяло в началото на новото столетие, Чипилов не успя да развие таланта си в Динамо (Киев), където голямата конкуренция не му позволи да се наложи. През лятото на 2009 г. се завърна в родния си Левски, но не изкара пробите в тима. Бърз нападател, който обича да прави чести пробиви от дясната зона на нападението на отбора си. Избягва да използва по-слабия си ляв крак.

## Статистика по сезони
| Сезон       | Отбор           | Първенство | Мачове | Голове |
| ----------- | --------------- | ---------- | ------ | ------ |
| 2004/2005   | Динамо Киев – 2 | Първа лига | 21     | 1      |
| 2005/2006   | Динамо Киев – 2 | Първа лига | 21     | 1      |
| 2007 пролет | Ботев (наем)    | А група    | 9      | 0      |
| 2007 есен   | Ботев (наем)    | А група    | 5      | 0      |